# Torneio de tênis de Roma
O torneio de tênis de Roma, formal e oficialmente Internazionali d'Italia, compreende os eventos profissionais de tênis que acontecem ou aconteceram em Roma, na Itália. No calendário de elite, é combinado masculino e feminino, é combinado masculino e feminino, durante a era aberta, desde 1969 a 1978 e desde 2011.
Atualmente, possui o nome comercial de Internazionali BNL d'Italia e recebe os seguintes torneios:
- ATP de Roma, torneio masculino organizado pela Associação de Tenistas Profissionais, na categoria ATP Masters 1000;
- WTA de Roma, torneio feminino organizado pela Associação de Tênis Feminino, na categoria WTA 1000.